# Cypripedioideae

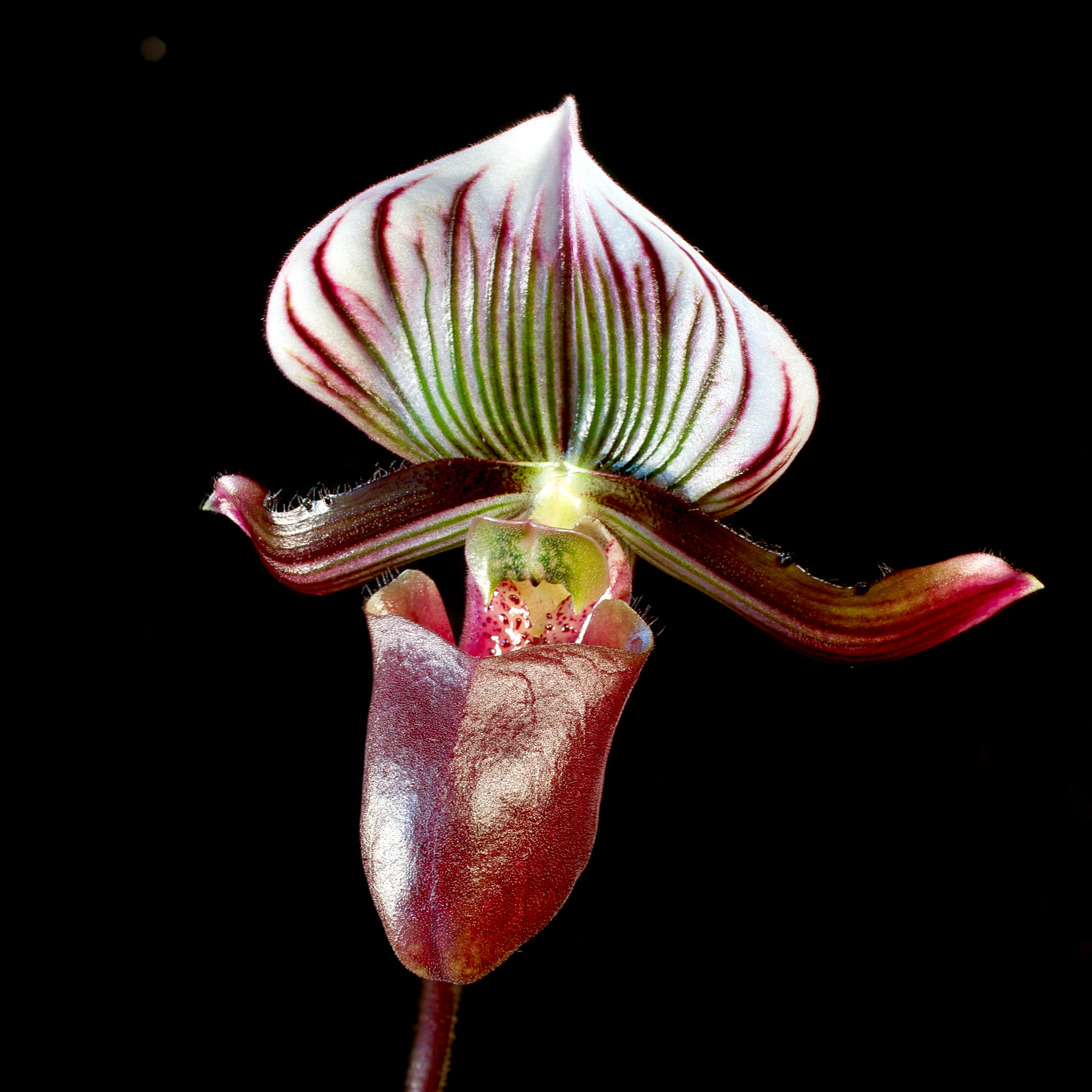
Květ střevíčníkovce Paphiopedilum barbatum

Cypripedioideae je podčeleď orchidejí. Jsou to pozemní, litofytické nebo řidčeji epifytické byliny. Květy mají charakteristický tvar s nápadným bačkůrkovitým pyskem a dvěma kališními lístky. Podčeleď zahrnuje asi 150 až 170 druhů v 5 rodech a je rozšířena v Eurasii a Americe od chladných oblastí mírného pásu po tropy. V České republice roste jediný zástupce, střevíčník pantoflíček. Největší rod je střevíčníkovec (Paphiopedilum).
Různé druhy, kříženci a kultivary střevíčníkovců jsou pěstovány jako pokojové orchideje. Řidčeji se pěstují i zástupci amerického rodu Phragmipedium. Jako atraktivní zahradní rostliny jsou poměrně vzácně pěstovány některé druhy střevíčníku, patří však vesměs mezi náročné a obtížně pěstovatelné rostliny.

## Popis
Orchideje podčeledi Cypripedioideae jsou malé až robustní, většinou pozemní, litofytické nebo řidčeji epifytické byliny. Stonek je vzpřímený, dlouhý nebo zkrácený, olistěný. Listy jsou většinou zelené nebo výjimečně s kresbou či skvrnami, dužnaté nebo kožovité, dvouřadě uspořádané, v počtu 1 až mnoho, řasnaté nebo konduplikátní (na řezu ve tvaru písmene V), celokrajné.
Květy jsou většinou velké a nápadné, krátce stopkaté, nepřetočené.
Horní kališní lístek je vzpřímený nebo kápovitě nahnutý nad pyskem, vejčitý, obvejčitý nebo eliptický, na vrcholu tupý, špičatý nebo zašpičatělý. Spodní vznikl srůstem dvou postranních kališních lístků (s výjimkou druhu Cypripedium plectrochilum, u něhož jsou nesrostlé) a nachází se pod květem. Korunní lístky jsou volné, odstávající nebo převislé, eliptické, vejčité, obkopinaté nebo čárkovité, ploché nebo spirálně stočené. Na okraji jsou většinou brvité, případně bradavčité. Pysk je bačkůrkovitý až baňkovitý, většinou s výraznými postranními laloky, uvnitř zejména na spodní straně chlupatý, vně lysý nebo chlupatý. Sloupek je krátký, stopkatý. Prašníky jsou dva, obsahují po dvou pylových komůrkách a spočívají na krátkých nitkách. Pyl je práškovitý nebo lepivý. Střední tyčinka je sterilní (staminodium), přisedlá nebo krátce stopkatá, štítovitá, plochá, vypouklá nebo podélně přeložená. Semeník obsahuje 1 nebo 3 komůrky a může být lysý nebo chlupatý. Blizna je stopkatá nebo téměř přisedlá. Plodem je přímá nebo převislá, válcovitá až elipsoidní, trojžeberná tobolka, někdy na vrcholu zobanitá. Obsahuje velmi mnoho drobných, elipsoidních semen s tenkým osemením.

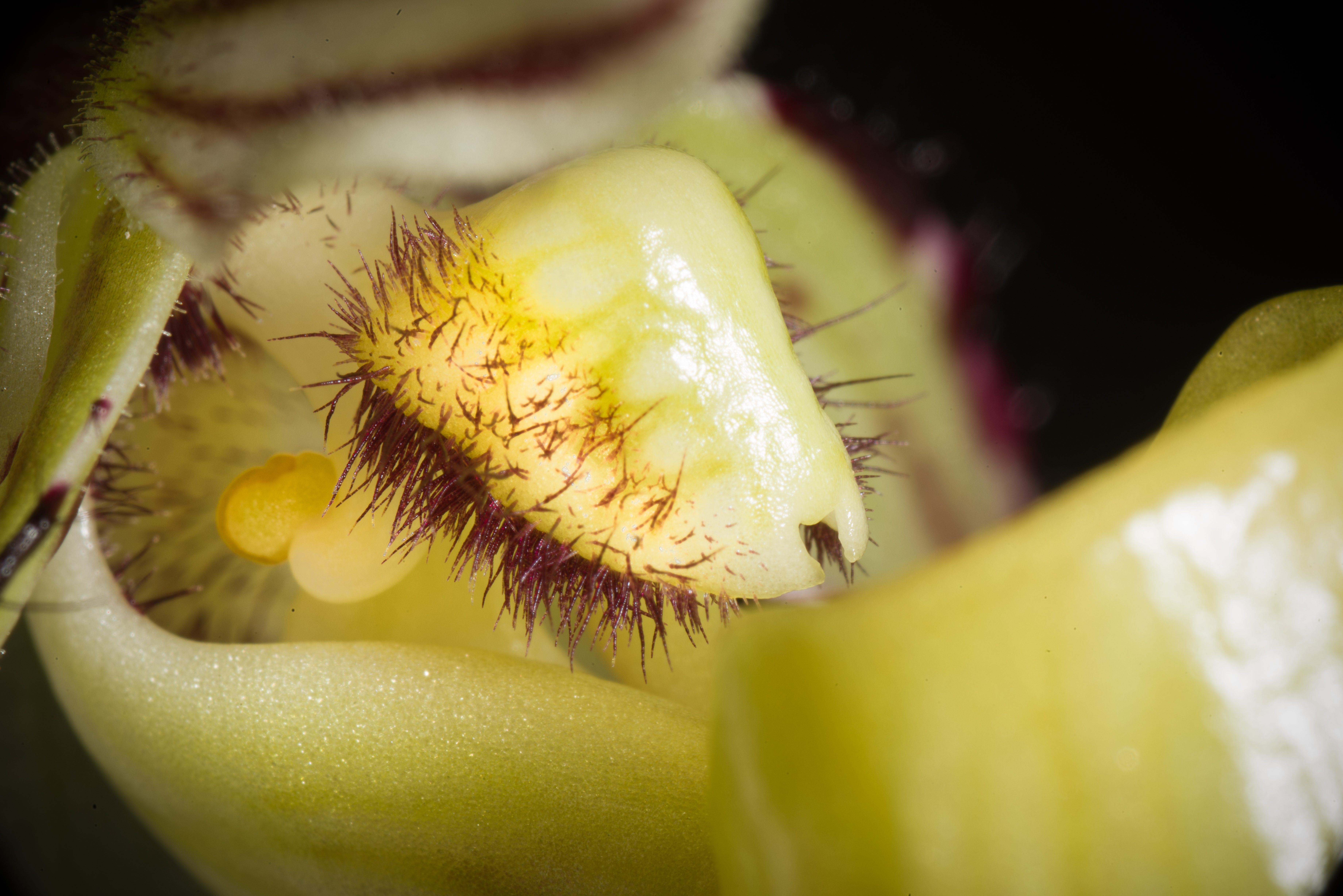
Detail generativních orgánů Paphiopedilum philippinense
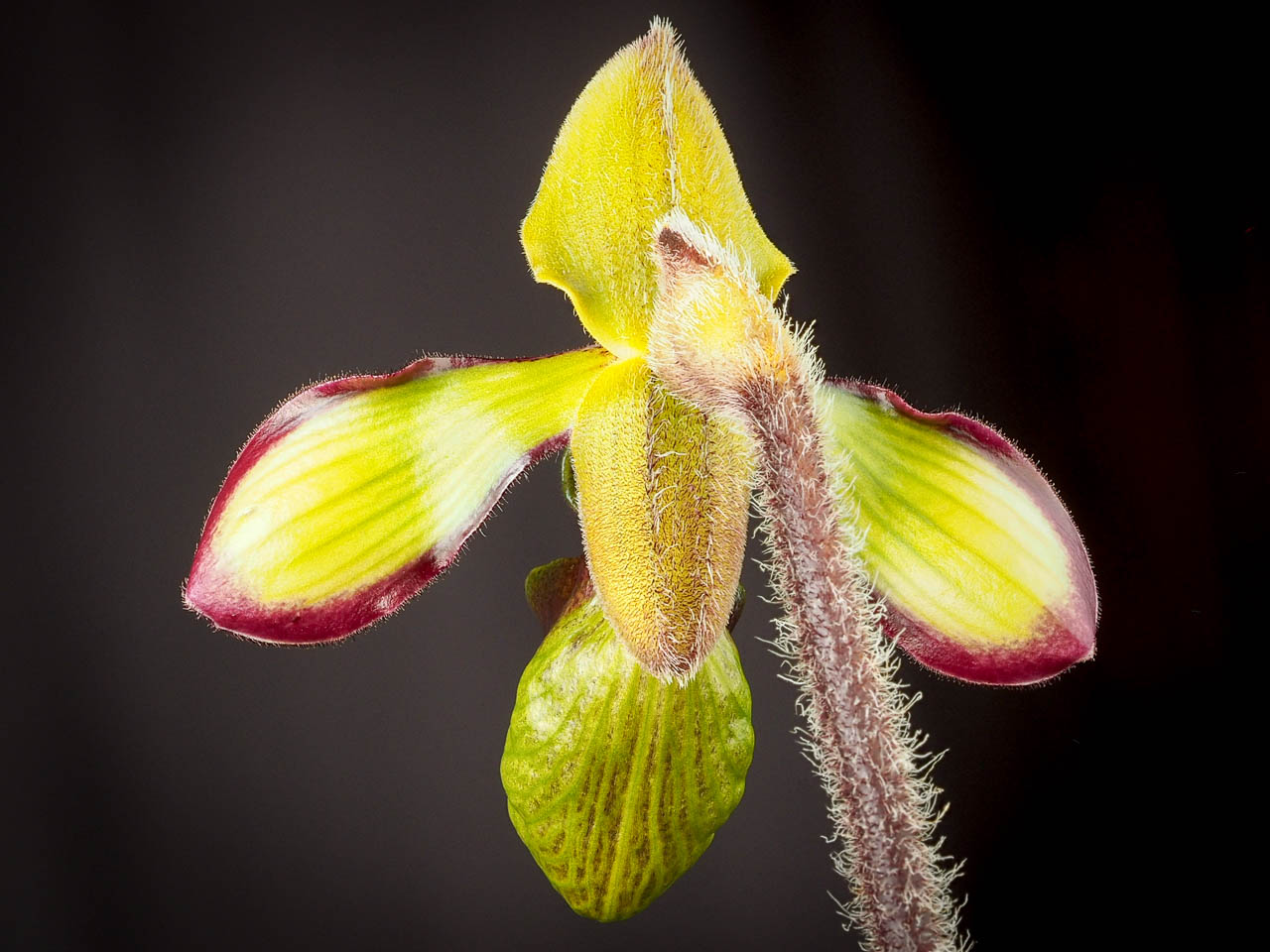
Květ Paphiopedilum hookerae, pohled ze zadní strany
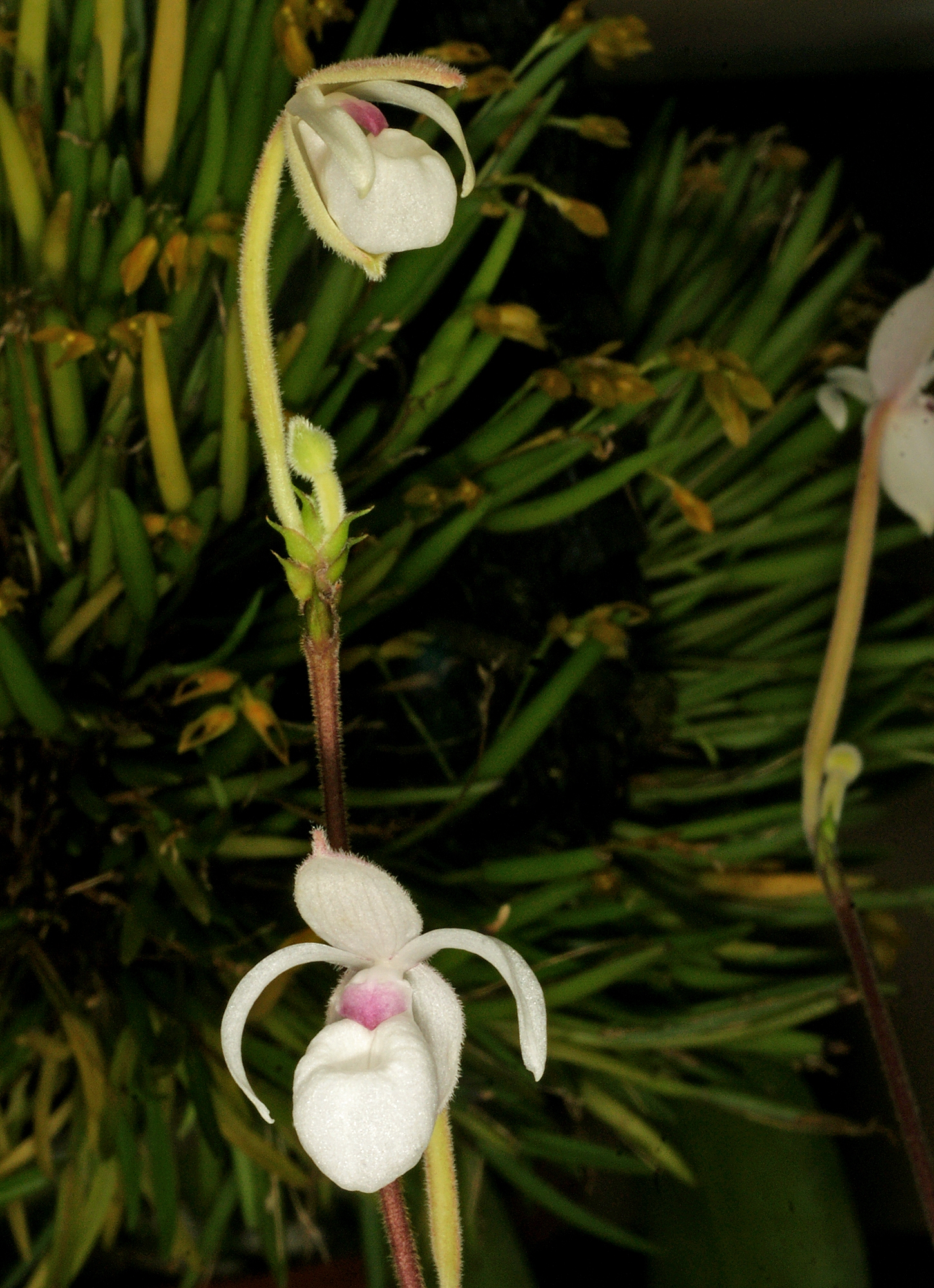
Mexipedium xerophyticum
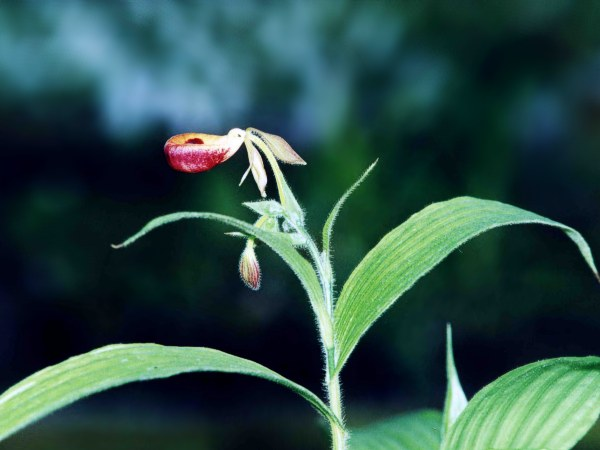
Selenipedium palmifolium

## Rozšíření
Podčeleď zahrnuje asi 150 až 170 druhů v 5 rodech.
Je zastoupena v Severní i Jižní Americe a v Eurasii.
Největší rod je Paphiopedilum, rozšířený v počtu asi 109 druhů v tropické Asii od Himálaje a jižní Číny po Novou Guineu a ostrov Guadalcanal. Druh Paphiopedilum druryi je endemit jižní Indie.
Rod střevíčník zahrnuje 52 druhů a má velmi rozsáhlý areál na severní polokouli, zahrnující Eurasii (s výjimkou většiny tropických oblastí), Severní Ameriku, Mexiko a část Střední Ameriky. Zbývající 3 rody jsou svým výskytem omezeny na tropickou Ameriku. Rod Phragmipedium se vyskytuje v počtu 24 druhů v oblasti od jižního Mexika po Bolívii a Brazílii, rod Selenipedium zahrnuje 9 druhů a je rozšířen od Panamy po východní Brazílii.
Rod Mexipedium je monotypický, s jediným zástupcem v mexickém státě Oaxaca.
Centrum druhové diverzity rodů střevíčník a Paphiopedilum je v Číně.

## Ekologické interakce
Květy těchto orchidejí nenabízejí opylovačům žádnou protihodnotu v podobě nektaru či konzumovatelného pylu, zato jsou dalece specializovány, aby je ošálily a přiměly k opylení. Navzdory rozdílům v rozšíření, biotopech či velikosti květů těchto orchidejí je u všech druhů mechanismus opylování obdobný. Květy střevíčníků a Selenipedium navštěvují převážně včely, zatímco květy střevíčníkovců a Phragmipedium vyhledávají zejména mouchy. Hmyz je přilákán vzhledem nebo i vůní či pachem květu. Vůně se uvolňuje ze štítovitého staminodia a z jeho okolí. Hmyz po pokusu o přistání na staminodiu nebo okraji vakovitého pysku padá dovnitř a kluzké stěny mu zabraňují květ stejnou cestou opustit. Jediná cesta ven vede skrze malé otvory po stranách pysku, k nimž jej navádí pás chlupů na zadní straně pysku. Hmyz prolézá okolo blizny, na níž se setře případný pyl nalepený na jeho hřbetní straně, a následně okolo prašníků, kde na hřbet vyfasuje novou dávku pylu. Úspěšné opylení je podmíněno přiměřenou velikostí hmyzu. Příliš malý hmyz nepřichází do kontaktu s generativními orgány, velký není schopen z květu vylézt a nezřídka v něm i uhyne.

## Taxonomie
Podčeleď Cypripedioideae představuje morfologicky dobře vymezenou a monofyletickou skupinu orchidejí, kterou charakterizuje řada specifických společných znaků, jako je hluboce vakovitý pysk, dvě fertilní tyčinky, štítovité staminodium a srostlé postranní kališní lístky.
Jednotlivé rody jsou dobře vymezeny kombinací několika znaků a podle výsledků fylogenetických studií představují monofyletické skupiny. Vývojově původnější rody (Cypripedium a Selenipedium) mají řasnaté listy, zatímco skupina odvozenějších rodů (Phragmipedium, Mexipedium a Paphiopedilum) má listy konduplikátní.
Podle většiny fylogenetických studií je bazální větví podčeledi rod Cypripedium. Mimo řasnatých listů je pro něj charakteristický semeník s jedinou komůrkou a parietální placentace. Rod Selenipedium má také řasnaté listy, má však semeník se třemi komůrkami a axilární placentaci. Některými znaky se tento rod blíží rodu Vanilla, jiné sdílí s rodem Cypripedium. S odvozenějšími rody sdílí vytrvalé okvětí. Trojkomůrkový semeník a vícekvětá květenství jsou u tohoto rodu považovány za primitivní znaky a v minulosti byl považován některými autory za bazální rod podčeledi, což podporovaly i výsledky některých fylogenetických analýz (např. )
Pro neotropický rod Phragmipedium je mimo konduplikátních listů charakteristický semeník se třemi komůrkami s axilární placentací.
Monotypický rod Mexipedium byl v roce 1992 vyčleněn z rodu Phragmipedium. Vyznačuje se podobně jako rod Paphiopedilum semeníkem s jedinou komůrkou a parietální placentací, liší se však větvenými květenstvími a chlopňovitou estivací kališních lístků, kterou sdílí s rodem Phragmipedium.
Euroasijský rod Paphiopedilum má semeník s jedinou komůrkou a parietální placentací.

### Vývojový strom podčelediCypripedioideae
|  | Paphiopedilum                                                |
|  |                                                              |
|  | \| \| Mexipedium \| \| \| \| \| \| Phragmipedium \| \| \| \| |
|  |                                                              |
|  | Mexipedium                                                   |
|  |                                                              |
|  | Phragmipedium                                                |
|  |                                                              |

|  | Mexipedium    |
|  |               |
|  | Phragmipedium |
|  |               |

|  | Paphiopedilum                                                |
|  |                                                              |
|  | \| \| Mexipedium \| \| \| \| \| \| Phragmipedium \| \| \| \| |
|  |                                                              |
|  | Mexipedium                                                   |
|  |                                                              |
|  | Phragmipedium                                                |
|  |                                                              |

|  | Mexipedium    |
|  |               |
|  | Phragmipedium |
|  |               |

|  | Paphiopedilum                                                |
|  |                                                              |
|  | \| \| Mexipedium \| \| \| \| \| \| Phragmipedium \| \| \| \| |
|  |                                                              |
|  | Mexipedium                                                   |
|  |                                                              |
|  | Phragmipedium                                                |
|  |                                                              |

|  | Mexipedium    |
|  |               |
|  | Phragmipedium |
|  |               |

|  | Paphiopedilum                                                |
|  |                                                              |
|  | \| \| Mexipedium \| \| \| \| \| \| Phragmipedium \| \| \| \| |
|  |                                                              |
|  | Mexipedium                                                   |
|  |                                                              |
|  | Phragmipedium                                                |
|  |                                                              |

|  | Mexipedium    |
|  |               |
|  | Phragmipedium |
|  |               |

|  | Paphiopedilum                                                |
|  |                                                              |
|  | \| \| Mexipedium \| \| \| \| \| \| Phragmipedium \| \| \| \| |
|  |                                                              |
|  | Mexipedium                                                   |
|  |                                                              |
|  | Phragmipedium                                                |
|  |                                                              |

|  | Mexipedium    |
|  |               |
|  | Phragmipedium |
|  |               |

|  | Paphiopedilum                                                |
|  |                                                              |
|  | \| \| Mexipedium \| \| \| \| \| \| Phragmipedium \| \| \| \| |
|  |                                                              |
|  | Mexipedium                                                   |
|  |                                                              |
|  | Phragmipedium                                                |
|  |                                                              |

|  | Mexipedium    |
|  |               |
|  | Phragmipedium |
|  |               |

|  | Paphiopedilum                                                |
|  |                                                              |
|  | \| \| Mexipedium \| \| \| \| \| \| Phragmipedium \| \| \| \| |
|  |                                                              |
|  | Mexipedium                                                   |
|  |                                                              |
|  | Phragmipedium                                                |
|  |                                                              |

|  | Mexipedium    |
|  |               |
|  | Phragmipedium |
|  |               |

|  | Paphiopedilum                                                |
|  |                                                              |
|  | \| \| Mexipedium \| \| \| \| \| \| Phragmipedium \| \| \| \| |
|  |                                                              |
|  | Mexipedium                                                   |
|  |                                                              |
|  | Phragmipedium                                                |
|  |                                                              |

|  | Mexipedium    |
|  |               |
|  | Phragmipedium |
|  |               |

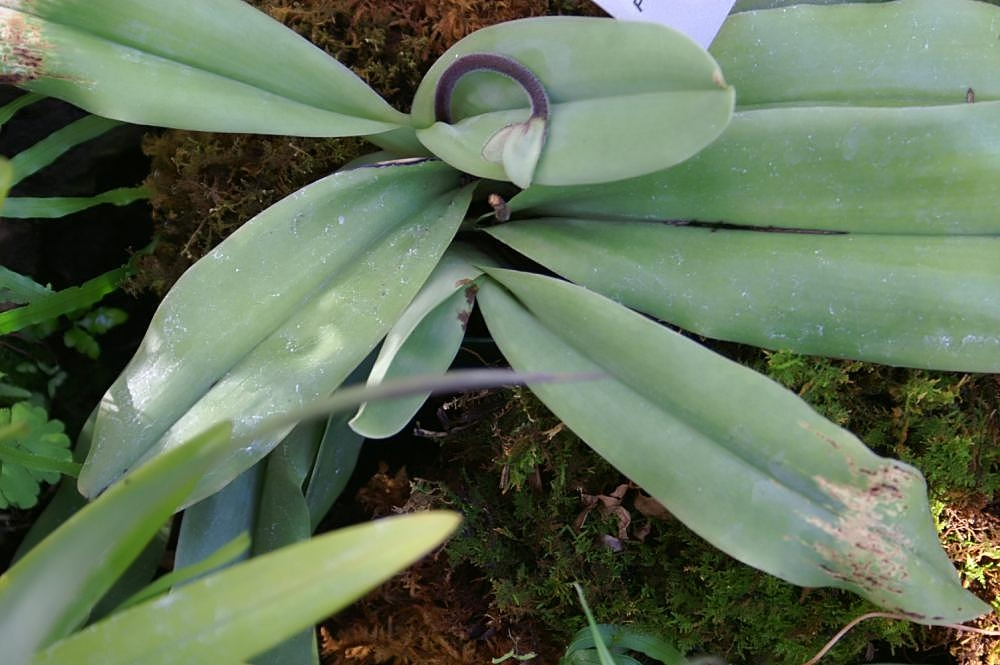
Konduplikátní listy Paphiopedilum glaucophyllum
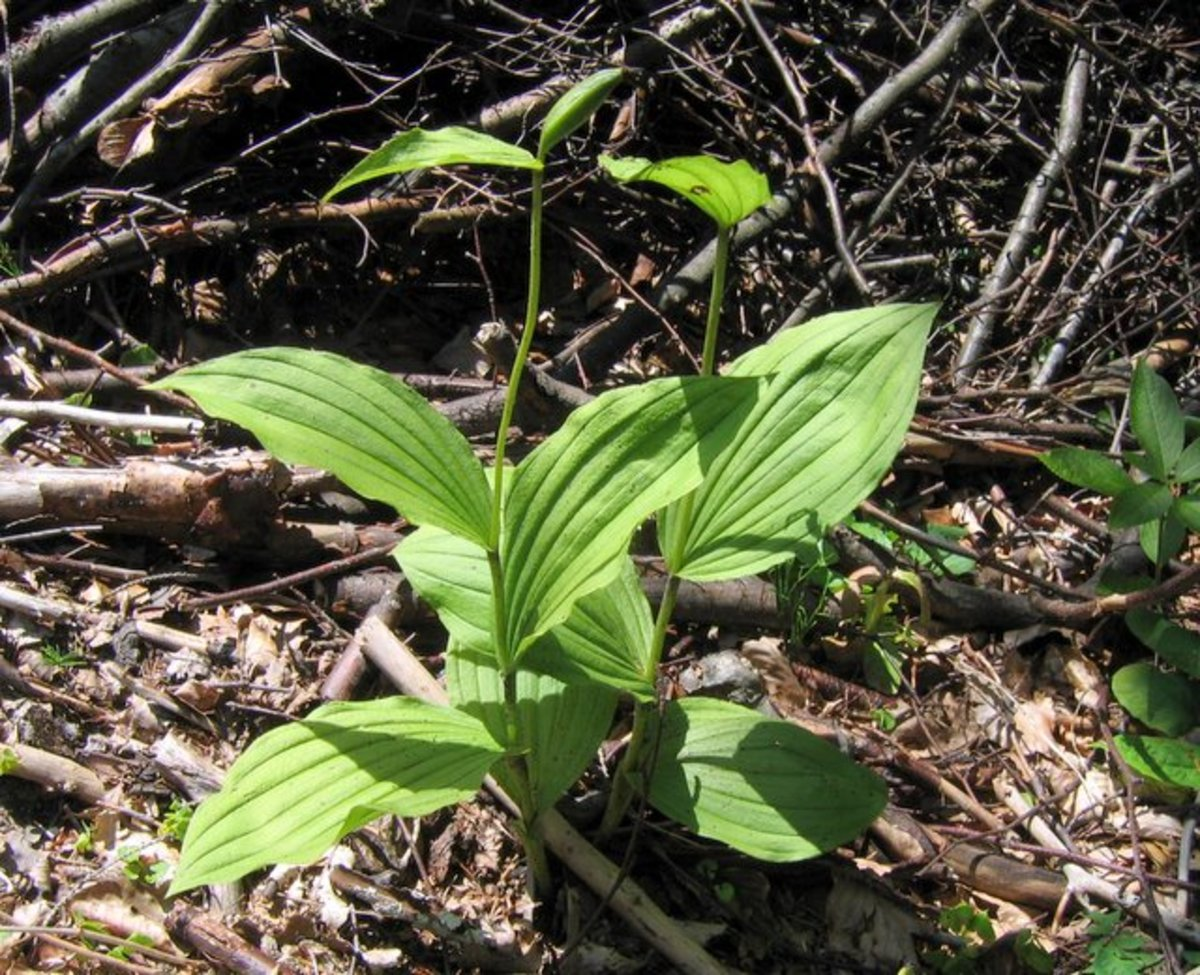
Řasnaté listy Cypripedium calceolus

## Zástupci
- střevíčník (Cypripedium)
- střevíčníkovec (Paphiopedilum)[8]

## Význam

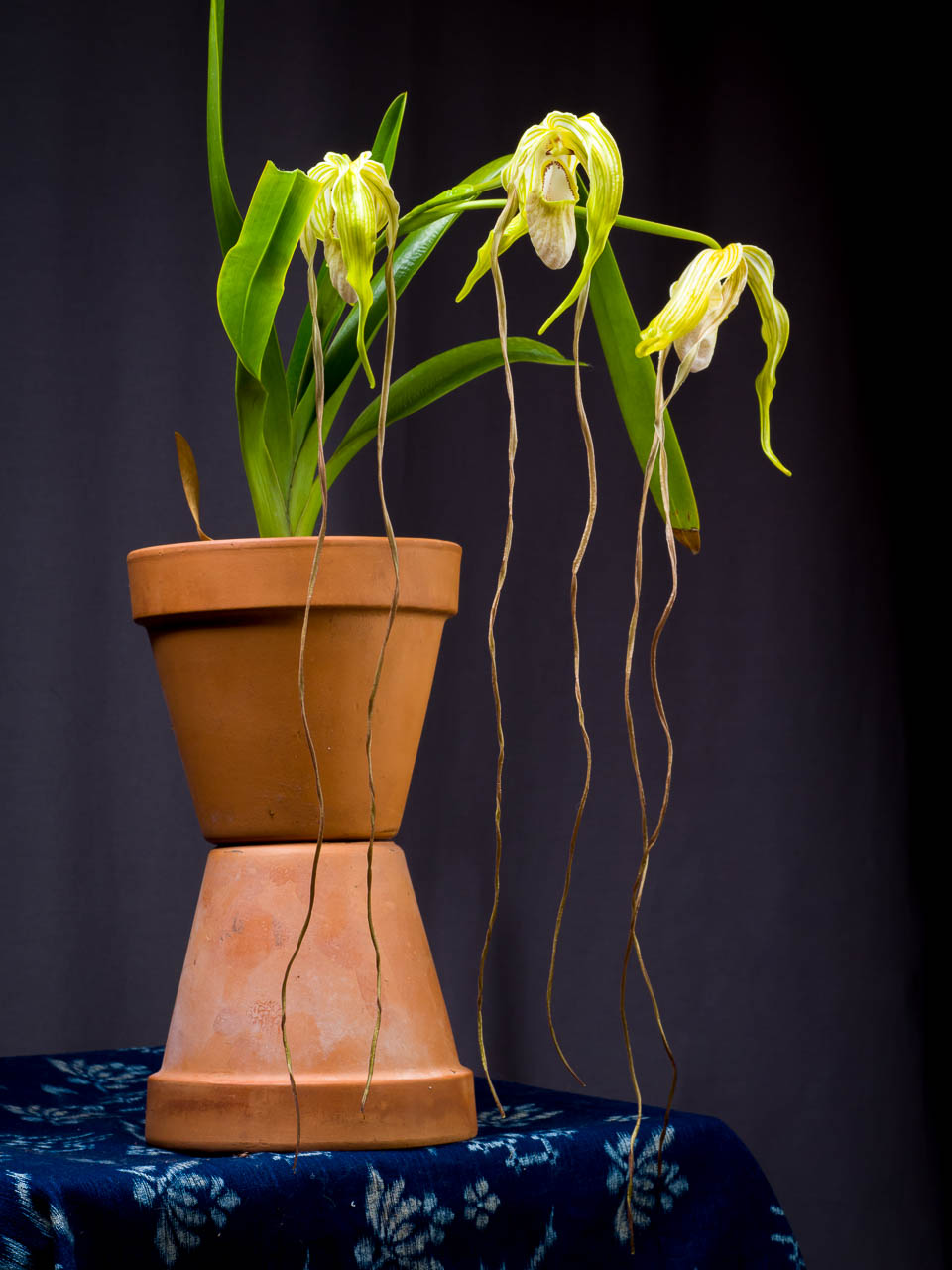
Kvetoucí Phragmipedium warszewiczianum

Řada zástupců podčeledi Cypripedioideae je pěstována ve specializovaných sbírkách orchidejí nebo i jako pokojové rostliny. Zdaleka nejčastěji jsou pěstovány střevíčníkovce (Paphiopedilum). Rod byl předmětem intenzivního šlechtění a byla vypěstována velká řada kultivarů a mezidruhových kříženců, která nemá v rámci ostatních rodů orchidejí konkurenci. Z hlediska pěstování jsou střevíčníkovce rozdělovány do dvou skupin. Rostliny s jednolitě zelenými listy vyžadují chladnější prostředí a více světla, naopak druhy se skvrnitými či mřížkovanými listy jsou stínomilné a vyžadují vyšší teploty. Řidčeji se pěstují i zástupci amerického rodu Phragmipedium.
Některé druhy či kultivary střevíčníku lze pěstovat jako zahradní trvalky, patří však vesměs mezi náročné a obtížně pěstovatelné rostliny.

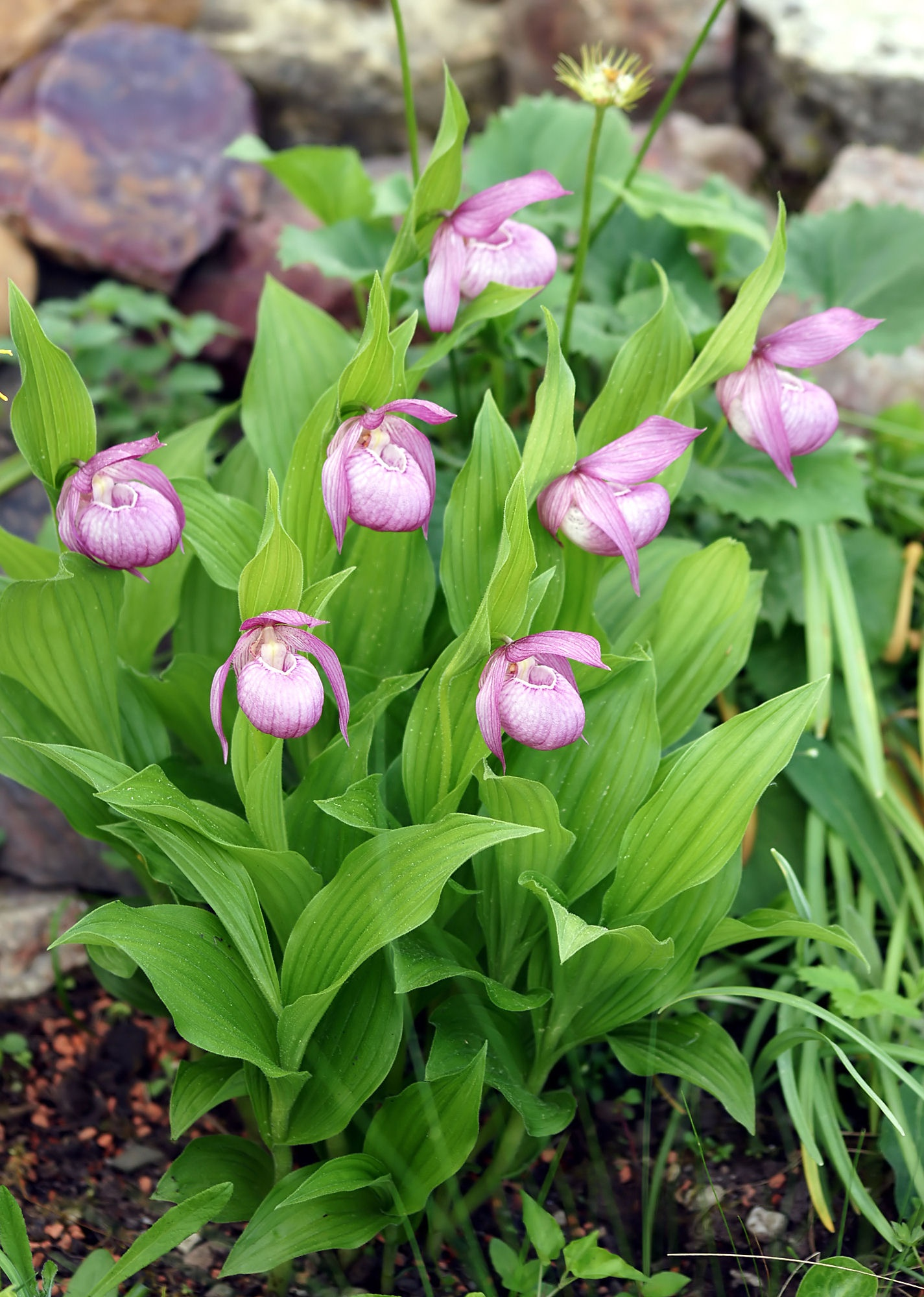
Střevíčník velkokvětý (Cypripedium macranthos) na skalce
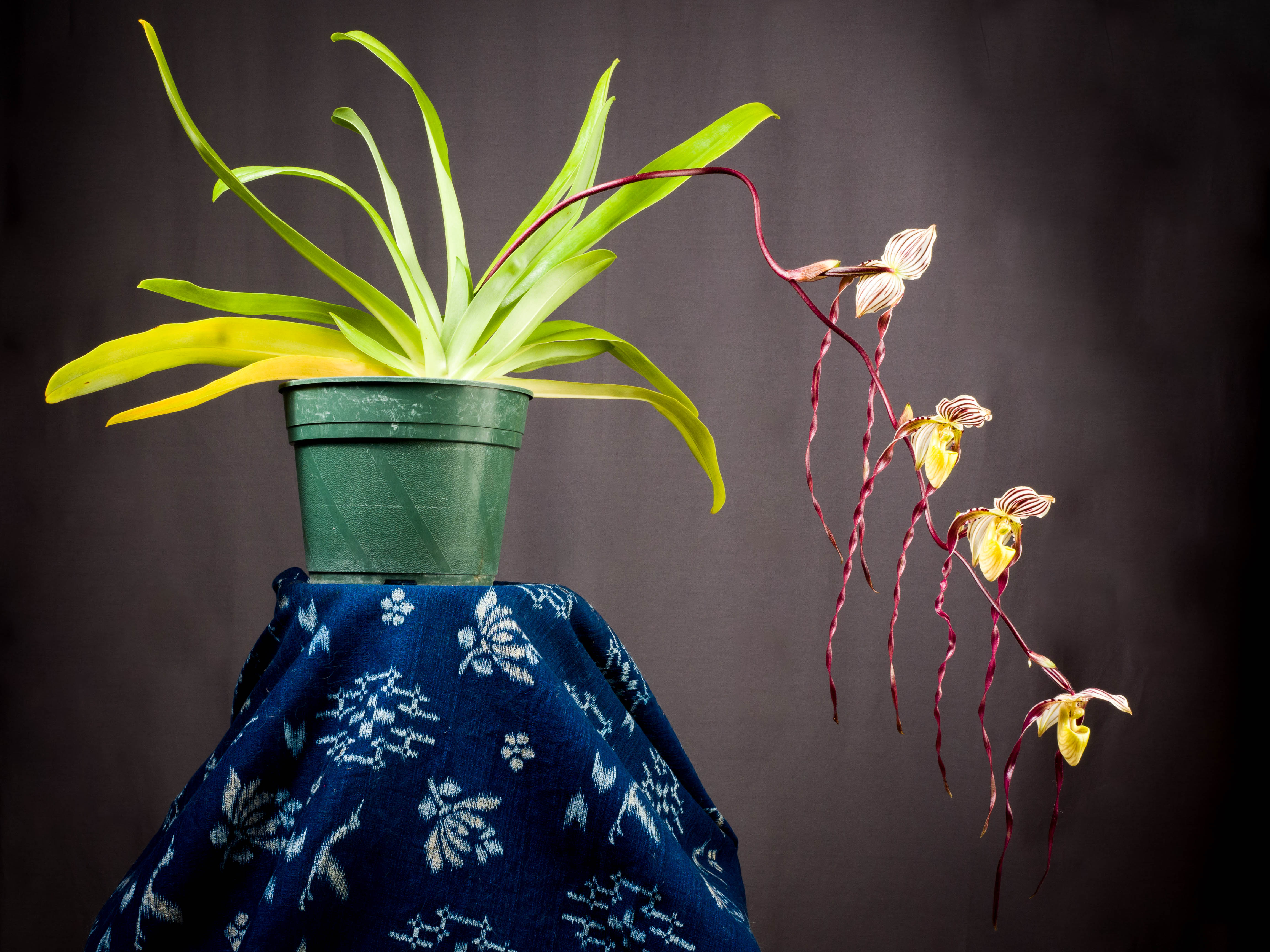
Střevíčníkovec Paphiopedilum philippinense jako pokojová rostlina
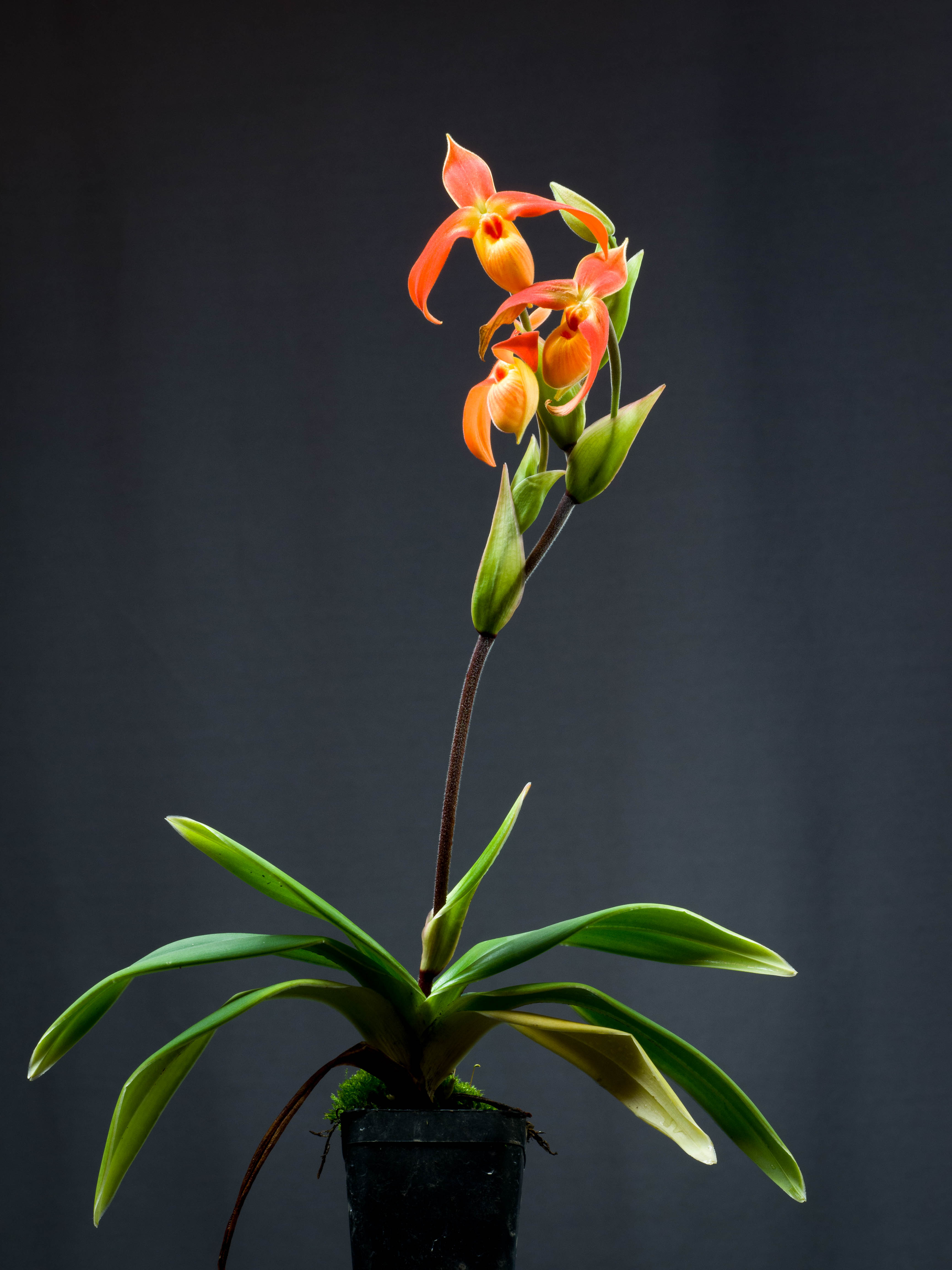
Phragmipedium dalessandroi 'Fox Valley'
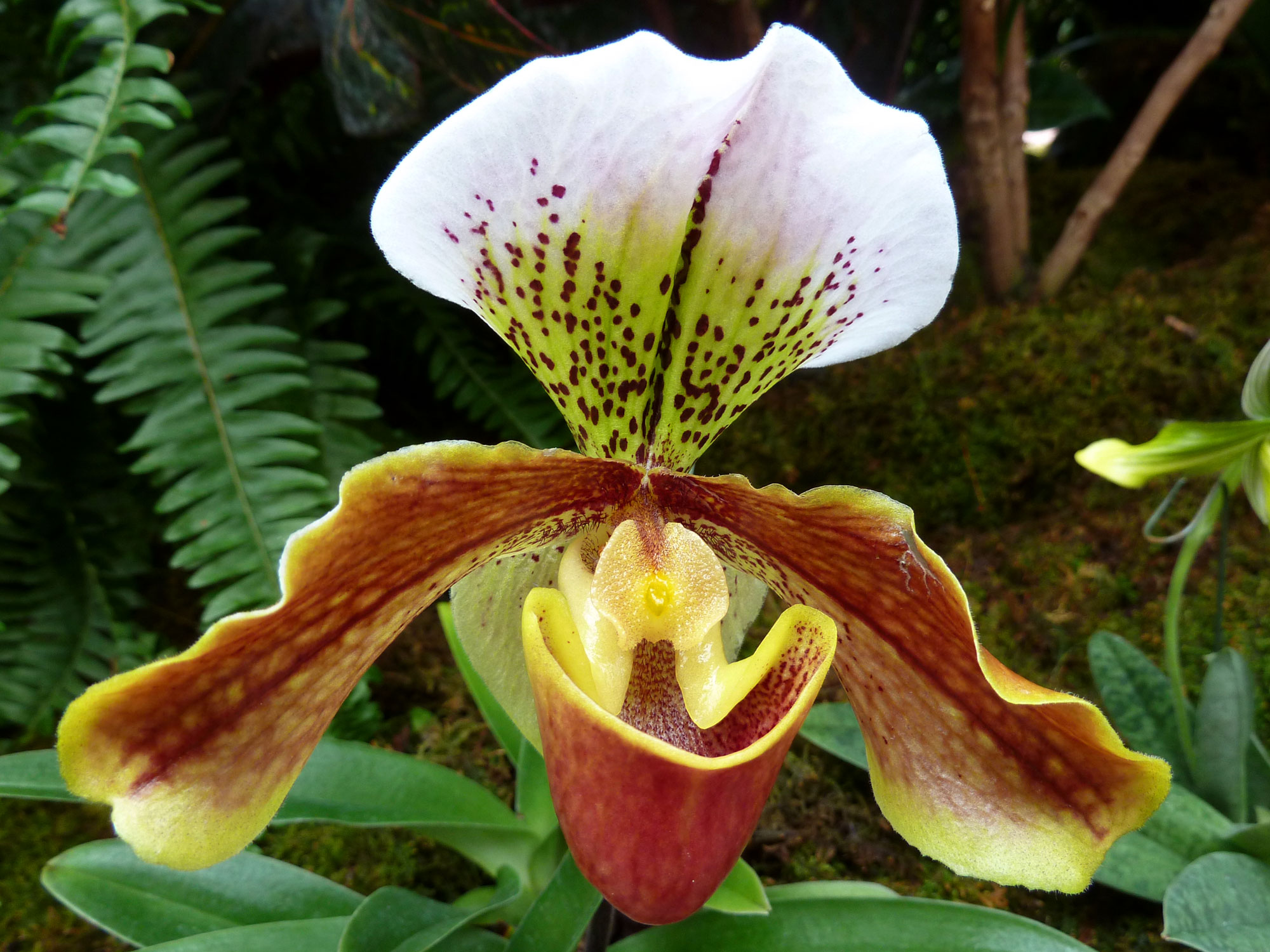
Květ Paphiopedilum 'Milmoore'

## Přehled rodů
Cypripedium, Mexipedium, Paphiopedilum, Phragmipedium, Selenipedium